# Araneus desierto
Araneus desierto är en spindelart som beskrevs av Levi 1991. Araneus desierto ingår i släktet Araneus och familjen hjulspindlar. Inga underarter finns listade i Catalogue of Life.